# Pfarrkirche Großmeiseldorf

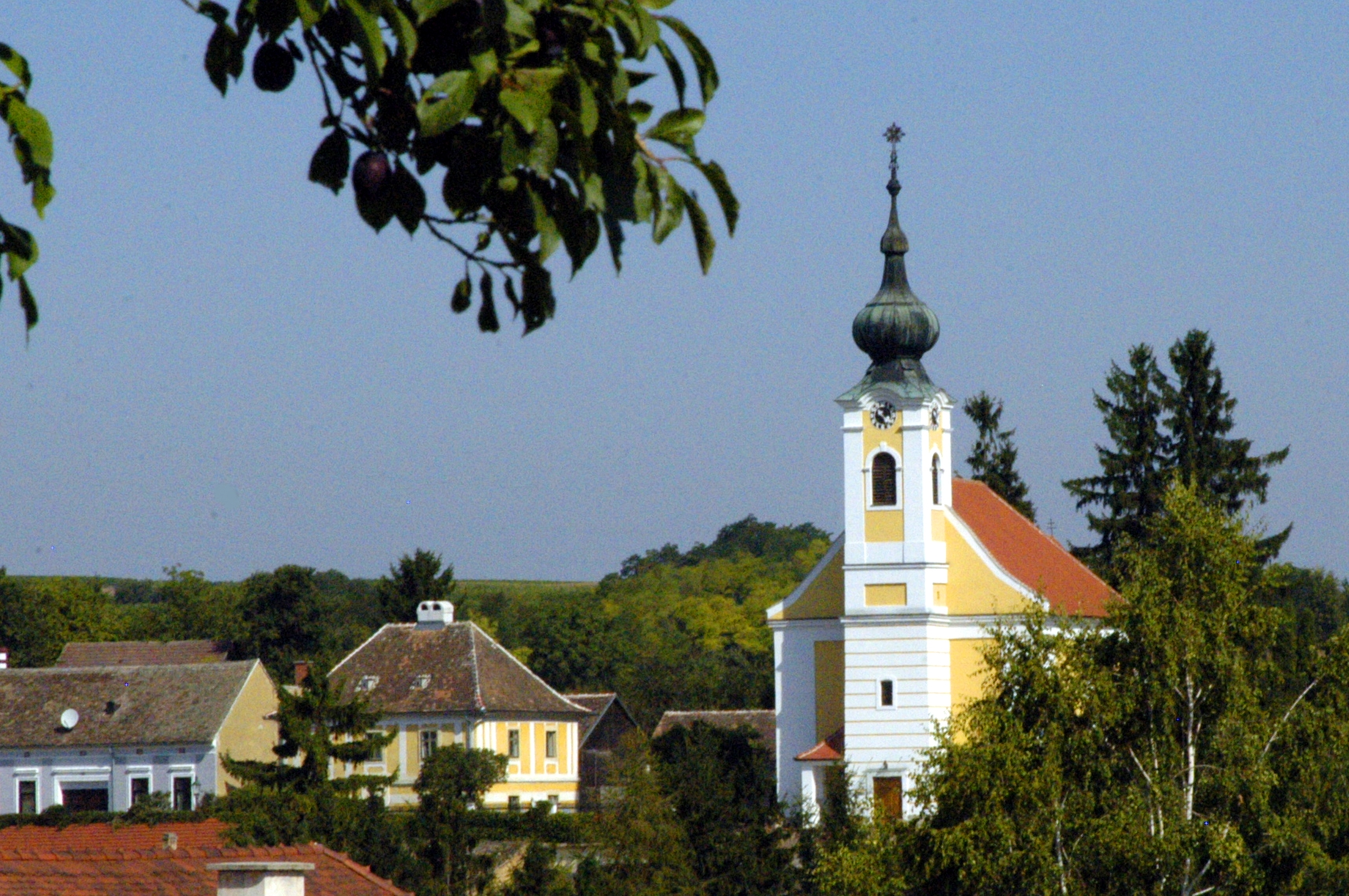
Katholische Pfarrkirche Hl. Dreifaltigkeit in Großmeiseldorf

Die römisch-katholische Pfarrkirche Großmeiseldorf steht auf der nördlichen Geländeschulter erhöht über der Ortschaft Großmeiseldorf in der Marktgemeinde Ziersdorf im Bezirk Hollabrunn in Niederösterreich. Die dem Patrozinium Dreifaltigkeit unterstellte Pfarrkirche gehört zum Dekanat Großweikersdorf im Vikariat Unter dem Manhartsberg der Erzdiözese Wien. Die Kirche steht unter Denkmalschutz (Listeneintrag).

## Geschichte
Der Kirchenbau wurde 1780 begonnen, 1783 geweiht und 1786 baulich vollendet. 1783 wurde die Pfarre gegründet und dem Stift Melk inkorporiert.

## Architektur
Die spätbarocke Saalkirche mit einem südlichen der Ortschaft zugewandten Fassadenturm ist beim Chor von einem Friedhof umgeben.
Der vorgestellte Südturm steht zwischen den Giebelschrägen der Südfront. Die Fassade ist durch eine Erdgeschoßbänderung und Eckpilaster gegliedert, die Schallfenster sind rundbogig, er trägt über den Uhrengiebeln einen Zwiebelhelm. Das Langhaus ist mit Blendfeldern und gefaschten Flachbogenfenstern gegliedert. Der eingezogene rund geschlossene Chor hat gefaschte Rundbogenfenster und faschengegliederte Anbauten.
Das Kircheninnere enthält ein Langhaus und einen Chor, beide sind zweijochig mit queroblongen Platzlgewölben über Gurtbögen auf Pilastern, die im Langhaus als Wandpfeilervorlage ausgebildet sind. Der eingezogene Triumphbogen steht auf Pfeilerecken, das Chorgesims ist umlaufend. Die Orgelempore steht auf drei korbbogigen Säulenarkaden. Die Sakristei ist platzlgewölbt.
Die Glasmalereien mit Darstellungen von Heiligen entstand 1937.

## Ausstattung
Die Einrichtung stammt teils aus aufgelassenen Klosterkirchen in Sekundärverwendung. Die Altäre sind marmorierte Bildrahmenaltäre als Volutenretabel.
Der Hochaltar um 1720/1730 schließt mit einem geschwungenen Auszug ab und zeigt das Altarblatt Dreifaltigkeit vom Martin Grassinger 1802. Die freistehende Mensa trägt einen Tabernakelaufbau im spätbarocken Stil flankiert von Schnitzfiguren der beiden Pestheiligen Sebastian und Rochus aus der ersten Hälfte des 18. Jahrhunderts auf Volutenkonsolen. Die beiden Figuren waren ehemals über den ehemaligen Opfergangsportalen postiert. Die Seitenaltäre zeigen links das Altarblatt mit den Heiligen Josef, Heinrich und Leopold vom Maler Johann Gottfried Auerbach 1750 und rechts das Altarblatt mit einer Gekreuzigter von Martin Grassinger 1802 sowie das Staffelbild Beweinung Christi vom Maler Anton Mayer um 1840.
Die Kreuzwegbilder schuf Johann Wambacher der Jüngere 1839.
Die Orgel baute Franz Josef Swoboda 1909.